# Augustin Bizimungu
Augustin Bizimungu, född 28 augusti 1952, är en före detta general i den rwandiska armén. Han räknas som en av de ytterst ansvariga för det aktiva genomförandet av folkmordet i Rwanda 1994. 
Bizimungu befordrades till general och överbefälhavare för den rwandiska armén i samband med att folkmordet bröt ut i början av april 1994 och skulle under de månader då det pågick aktivt beordra ett flertal massakrer på civila tutsier samt personligen träna soldater och gerillakrigare för att utföra folkmordet. 
När det i början av juli 1994 stod klart att huturegimen som beordrat folkmordet var besegrad av oppositionsgerillan RPF gav han order om att alla byar, städer och byggnader som armén retirerade ifrån skulle förstöras, dessutom skulle de döda alla civila som kom i deras väg. Hans officiella order var att "RPF kommer att styra över en öken", just detta genomfördes dock inte i någon större omfattning.
När huturegimen och armén slutligen besegrats i mitten av juli 1994 flydde han till Angola där han höll sig gömd tills han slutligen greps den 12 april 2002. Bizimungu arbetade då för den angolanska rebellgruppen och senare politiska partiet UNITA. Han ställdes inför rätta i den av FN upprättade internationella Rwandatribunalen i Tanzania anklagad för bland annat brott mot mänskligheten. Han dömdes den 17 maj 2011 till 30 års fängelse för sin delaktighet i folkmordet.
Augustin Bizimungu förekommer som karaktär i filmen Hotel Rwanda, där han spelas av Fana Mokoena.